# واسیل بارکا
واسیل بارکا (انگلیسی: Vasyl Barka; ۱۶ ژوئیهٔ ۱۹۰۸ – ۱۱ آوریل ۲۰۰۳) زبان‌شناس، شاعر، منتقد ادبی، مترجم، و نویسنده اهل جمهوری خلق اوکراین بود.